# Habib Chouachi
Habib Chouachi – tunezyjski zapaśnik walczący w obu stylach. Brązowy medalista mistrzostw Afryki w 1969 i 1971 roku.